# Flèche wallonne féminine 2021
Cet article concerne l'édition féminine de la Flèche wallonne. Pour la course masculine, voir Flèche wallonne 2021.
La 24e édition de la Flèche wallonne féminine a lieu le 21 avril 2021. C'est la septième épreuve de l'UCI World Tour féminin 2021. Elle est remportée pour la septième fois consécutive par la Néerlandaise Anna van der Breggen.

## Équipes
| UCI Women's WorldTeams (9)- Alé BTC Ljubljana - Canyon-SRAM Racing - FDJ-Nouvelle Aquitaine-Futuroscope - Liv Racing - Movistar Team - Team BikeExchange - Team DSM - SD Worx - Trek-Segafredo Équipes féminines continentales (15)- Andy Schleck-CP NVST-Immo Losch - Arkéa Pro Cycling Team - A.R. Monex - BePink - Bingoal Casino-Chevalmeire - Ceratizit-WNT Pro Cycling - Cogeas-Mettler-Look Pro Cycling Team - Doltcini-Van Eyck Sport-Proximus - Drops-Le col - Jumbo-Visma - Lotto Soudal Ladies - Parkhotel Valkenburg - Rally - Tibco-Silicon Valley Bank - Valcar-Travel & Service |
| |

## Parcours

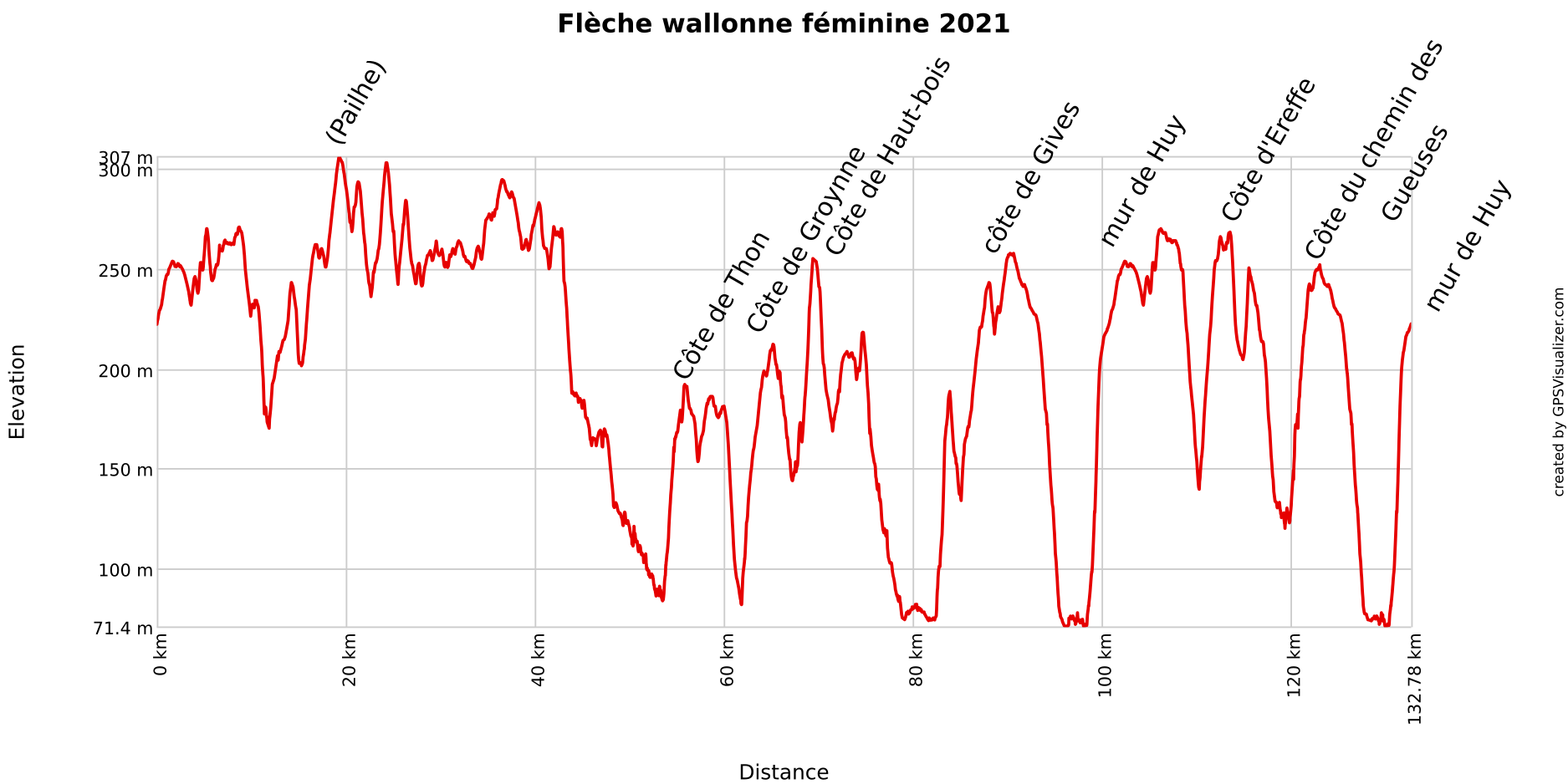
Profil de la course

Le parcours revient à une version proche de celle d'avant 2013. Il se dirige tout d'abord vers Havelange en empruntant la montée de Pailhe. Il continue ensuite vers l'ouest avec la montée de la côte de Thon. Il se rend ensuite à Andenne. Les côtes de Groynne et de Haut-Bois sont certes montées mais dans une direction inédite. De manière similaire, la côte de Gives est escaladée pour la première fois alors qu'elle a été descendue à de nombreuses reprises dans les éditions précédentes. Le circuit final est par contre identique à 2020, avec la côte d'Ereffe, du chemin des Gueuses et le mur de Huy.
| Num | Nom                        | km    | Longueur (m) | Pente moyenne | km de l'arrivée |
| --- | -------------------------- | ----- | ------------ | ------------- | --------------- |
| 1   | Côte de Thon               | 54,2  | 1 100        | 6,9 %         | 76              |
| 2   | Côte de Groynne            | 63,3  | 2 100        | 5 %           | 66,9            |
| 3   | Côte de Haut-Bois          | 68,8  | 1 100        | 7,9 %         | 61,4            |
| 4   | Côte de Gives              | 83,2  | 1 400        | 7,7 %         | 47              |
| 5   | Mur de Huy                 | 98,5  | 1 300        | 9,6 %         | 31,7            |
| 6   | Côte d'Ereffe              | 104,5 | 2 100        | 5 %           | 19,1            |
| 7   | Côte du chemin des Gueuses | 120,6 | 1 800        | 6,5 %         | 9,6             |
| 8   | Mur de Huy                 | 130,2 | 1 300        | 9,6 %         | 0               |

## Favorites
La sextuple vainqueur sortante Anna van der Breggen fait logiquement partie des favorites. Sa prestation à l'Amstel Gold Race était toutefois décevante. La formation SD Worx peut compter également sur Demi Vollering troisième en 2020. À l'Amstel, Katarzyna Niewiadoma et Elisa Longo Borghini ont montré qu'elles étaient les plus fortes dans la dernière côte et sont donc favorites.  Annemiek van Vleuten, Cecilie Uttrup Ludwig  et Marianne Vos, quintuple vainqueur, sont d'autres outsiders.

## Récit de la course
La première échappée est l'œuvre de Marta Lach (Ceratizit-WNT) et Femke Gerritse (Parkhotel Valkenburg). Elles sont reprises à la mi-course. Au premier passage du Mur de Huy situé à 32 kilomètres du terme de la course, un groupe de trois coureuses passe en tête avec une vingtaine de secondes d'avance sur le peloton. Ces trois coureuses sont la Néerlandaise Lucinda Brand (Trek Segafredo), la Suissesse Elise Chabbey (Canyon) et la Britannique Anna Henderson (Jumbo-Visma). Elles sont toutefois reprises par le peloton lors de l'ascension de la côte d'Ereffe (à 19 km de l'arrivée). Peu après le regroupement, l'Américaine Ruth Winder (Trek Segafredo) attaque seule dans les derniers hectomètres de cette côte et reste en tête de la course jusqu'au pied de l'ultime montée du Mur de Huy où elle est rattrapée par l'avant-garde du peloton. L'ascension finale est menée au train par la championne du monde néerlandaise Anna van der Breggen (SD Worx). Ses rivales perdent progressivement du terrain sauf la Polonaise Katarzyna Niewiadoma (Canyon) qui vient se porter à la hauteur de la Néerlandaise pendant une bonne partie de la montée finale. Mais aux 100 mètres, Anna van der Breggen parvient à distancer Niewiadoma et s'envole vers une septième victoire consécutive sur la Flèche.

## Classements

### Classement final
| \| Classement général \| Classement général \| Classement général \| Classement général \| Classement général \| \| Coureuse \| Coureuse \| Pays \| Équipe \| Temps \| \| ------------------ \| --------------------- \| ------------------ \| ---------------------------------- \| ------------------ \| \| 1re \| Anna van der Breggen \| Pays-Bas \| SD Worx \| 3 h 28 min 27 s \| \| 2e \| Katarzyna Niewiadoma \| Pologne \| Canyon-SRAM Racing \| + 2 s \| \| 3e \| Elisa Longo Borghini \| Italie \| Trek-Segafredo \| + 6 s \| \| 4e \| Annemiek van Vleuten \| Pays-Bas \| Movistar Team \| + 6 s \| \| 5e \| Mavi García \| Espagne \| Alé BTC Ljubljana \| + 22 s \| \| 6e \| Juliette Labous \| France \| Team DSM \| + 28 s \| \| 7e \| Ruth Edwards \| États-Unis \| Trek-Segafredo \| + 31 s \| \| 8e \| Cecilie Uttrup Ludwig \| Danemark \| FDJ-Nouvelle Aquitaine-Futuroscope \| + 32 s \| \| 9e \| Amanda Spratt \| Australie \| Team BikeExchange \| + 35 s \| \| 10e \| Demi Vollering \| Pays-Bas \| SD Worx \| + 42 s \| |                       |            |                                    |                 |
| |                       |            |                                    |                 |
| Sources : ProCyclingStats Cycling Quotient |                       |            |                                    |                 |
| Classement général |                       |            |                                    |                 |
| Coureuse | Coureuse              | Pays       | Équipe                             | Temps           |
| 1re | Anna van der Breggen  | Pays-Bas   | SD Worx                            | 3 h 28 min 27 s |
| 2e | Katarzyna Niewiadoma  | Pologne    | Canyon-SRAM Racing                 | + 2 s           |
| 3e | Elisa Longo Borghini  | Italie     | Trek-Segafredo                     | + 6 s           |
| 4e | Annemiek van Vleuten  | Pays-Bas   | Movistar Team                      | + 6 s           |
| 5e | Mavi García           | Espagne    | Alé BTC Ljubljana                  | + 22 s          |
| 6e | Juliette Labous       | France     | Team DSM                           | + 28 s          |
| 7e | Ruth Edwards          | États-Unis | Trek-Segafredo                     | + 31 s          |
| 8e | Cecilie Uttrup Ludwig | Danemark   | FDJ-Nouvelle Aquitaine-Futuroscope | + 32 s          |
| 9e | Amanda Spratt         | Australie  | Team BikeExchange                  | + 35 s          |
| 10e | Demi Vollering        | Pays-Bas   | SD Worx                            | + 42 s          |

### UCI World Tour

#### Points attribués
| Position           | 1er | 2e  | 3e  | 4e  | 5e  | 6e  | 7e  | 8e  | 9e | 10e | 11e | 12e | 13e | 14e | 15e | 16e à 20e | 21e à 30e | 31e à 40e |
| Classement général | 400 | 320 | 260 | 220 | 180 | 140 | 120 | 100 | 80 | 68  | 56  | 48  | 40  | 32  | 28  | 24        | 16        | 8         |

| Classement par points | Classement par points | Classement par points | Classement par points              | Classement par points |
| Coureuse              | Coureuse              | Pays                  | Équipe                             | Points                |
| --------------------- | --------------------- | --------------------- | ---------------------------------- | --------------------- |
| 1re                   | Marianne Vos          | Pays-Bas              | Jumbo-Visma Women Team             | 1344 pts              |
| 2e                    | Elisa Longo Borghini  | Italie                | Trek-Segafredo                     | 1308 pts              |
| 3e                    | Annemiek van Vleuten  | Pays-Bas              | Movistar Team                      | 1100 pts              |
| 4e                    | Cecilie Uttrup Ludwig | Danemark              | FDJ-Nouvelle Aquitaine-Futuroscope | 788 pts               |
| 5e                    | Anna van der Breggen  | Pays-Bas              | SD Worx                            | 760 pts               |
| 6e                    | Katarzyna Niewiadoma  | Pologne               | Canyon-SRAM Racing                 | 720 pts               |
| 7e                    | Demi Vollering        | Pays-Bas              | SD Worx                            | 708 pts               |
| 8e                    | Grace Brown           | Australie             | Team BikeExchange                  | 700 pts               |
| 9e                    | Lisa Brennauer        | Allemagne             | Ceratizit-WNT Pro Cycling          | 604 pts               |
| 10e                   | Lotte Kopecky         | Belgique              | Liv Racing                         | 604 pts               |

| Classement par points | Classement par points | Classement par points | Classement par points              | Classement par points |
| Coureuse              | Coureuse              | Pays                  | Équipe                             | Points                |
| --------------------- | --------------------- | --------------------- | ---------------------------------- | --------------------- |
| 1re                   | Marianne Vos          | Pays-Bas              | Jumbo-Visma Women Team             | 1344 pts              |
| 2e                    | Elisa Longo Borghini  | Italie                | Trek-Segafredo                     | 1308 pts              |
| 3e                    | Annemiek van Vleuten  | Pays-Bas              | Movistar Team                      | 1100 pts              |
| 4e                    | Cecilie Uttrup Ludwig | Danemark              | FDJ-Nouvelle Aquitaine-Futuroscope | 788 pts               |
| 5e                    | Anna van der Breggen  | Pays-Bas              | SD Worx                            | 760 pts               |
| 6e                    | Katarzyna Niewiadoma  | Pologne               | Canyon-SRAM Racing                 | 720 pts               |
| 7e                    | Demi Vollering        | Pays-Bas              | SD Worx                            | 708 pts               |
| 8e                    | Grace Brown           | Australie             | Team BikeExchange                  | 700 pts               |
| 9e                    | Lisa Brennauer        | Allemagne             | Ceratizit-WNT Pro Cycling          | 604 pts               |
| 10e                   | Lotte Kopecky         | Belgique              | Liv Racing                         | 604 pts               |

| Classement du meilleur jeune | Classement du meilleur jeune | Classement du meilleur jeune | Classement du meilleur jeune       | Classement du meilleur jeune |
| Coureuse                     | Coureuse                     | Pays                         | Équipe                             | Points                       |
| ---------------------------- | ---------------------------- | ---------------------------- | ---------------------------------- | ---------------------------- |
| 1re                          | Maria Novolodskaya           | Russie                       | A.R. Monex Women's                 | 16 pts                       |
| 2e                           | Emma Norsgaard               | Danemark                     | Movistar Team                      | 14 pts                       |
| 3e                           | Évita Muzic                  | France                       | FDJ-Nouvelle Aquitaine-Futuroscope | 12 pts                       |
| 4e                           | Niamh Fisher-Black           | Nouvelle-Zélande             | SD Worx                            | 8 pts                        |
| 5e                           | Mischa Bredewold             | Pays-Bas                     | Parkhotel Valkenburg               | 6 pts                        |
| 6e                           | Sarah Gigante                | Australie                    | Tibco-Silicon Valley Bank          | 6 pts                        |
| 7e                           | Vittoria Guazzini            | Italie                       | Valcar-Travel & Service            | 6 pts                        |
| 8e                           | Franziska Koch               | Allemagne                    | Team DSM                           | 4 pts                        |
| 9e                           | Lorena Wiebes                | Pays-Bas                     | Team DSM                           | 4 pts                        |
| 10e                          | Julia van Bokhoven           | Pays-Bas                     | Parkhotel Valkenburg               | 4 pts                        |

| Classement du meilleur jeune | Classement du meilleur jeune | Classement du meilleur jeune | Classement du meilleur jeune       | Classement du meilleur jeune |
| Coureuse                     | Coureuse                     | Pays                         | Équipe                             | Points                       |
| ---------------------------- | ---------------------------- | ---------------------------- | ---------------------------------- | ---------------------------- |
| 1re                          | Maria Novolodskaya           | Russie                       | A.R. Monex Women's                 | 16 pts                       |
| 2e                           | Emma Norsgaard               | Danemark                     | Movistar Team                      | 14 pts                       |
| 3e                           | Évita Muzic                  | France                       | FDJ-Nouvelle Aquitaine-Futuroscope | 12 pts                       |
| 4e                           | Niamh Fisher-Black           | Nouvelle-Zélande             | SD Worx                            | 8 pts                        |
| 5e                           | Mischa Bredewold             | Pays-Bas                     | Parkhotel Valkenburg               | 6 pts                        |
| 6e                           | Sarah Gigante                | Australie                    | Tibco-Silicon Valley Bank          | 6 pts                        |
| 7e                           | Vittoria Guazzini            | Italie                       | Valcar-Travel & Service            | 6 pts                        |
| 8e                           | Franziska Koch               | Allemagne                    | Team DSM                           | 4 pts                        |
| 9e                           | Lorena Wiebes                | Pays-Bas                     | Team DSM                           | 4 pts                        |
| 10e                          | Julia van Bokhoven           | Pays-Bas                     | Parkhotel Valkenburg               | 4 pts                        |

| Classement par équipes aux points | Classement par équipes aux points  | Classement par équipes aux points | Classement par équipes aux points |
| Équipe                            | Équipe                             | Pays                              | Points                            |
| --------------------------------- | ---------------------------------- | --------------------------------- | --------------------------------- |
| 1re                               | SD Worx                            | Pays-Bas                          | 2756 pts                          |
| 2e                                | Trek-Segafredo                     | États-Unis                        | 1920 pts                          |
| 3e                                | Movistar Team                      | Espagne                           | 1864 pts                          |
| 4e                                | Jumbo-Visma                        | Pays-Bas                          | 1480 pts                          |
| 5e                                | FDJ-Nouvelle Aquitaine-Futuroscope | France                            | 1376 pts                          |
| 6e                                | Liv Racing                         | Pays-Bas                          | 1308 pts                          |
| 7e                                | Team BikeExchange                  | Australie                         | 1284 pts                          |
| 8e                                | Canyon-SRAM Racing                 | Allemagne                         | 1040 pts                          |
| 9e                                | Ceratizit-WNT Pro Cycling          | Allemagne                         | 1004 pts                          |
| 10e                               | Alé BTC Ljubljana                  | Italie                            | 944 pts                           |

| Classement par équipes aux points | Classement par équipes aux points  | Classement par équipes aux points | Classement par équipes aux points |
| Équipe                            | Équipe                             | Pays                              | Points                            |
| --------------------------------- | ---------------------------------- | --------------------------------- | --------------------------------- |
| 1re                               | SD Worx                            | Pays-Bas                          | 2756 pts                          |
| 2e                                | Trek-Segafredo                     | États-Unis                        | 1920 pts                          |
| 3e                                | Movistar Team                      | Espagne                           | 1864 pts                          |
| 4e                                | Jumbo-Visma                        | Pays-Bas                          | 1480 pts                          |
| 5e                                | FDJ-Nouvelle Aquitaine-Futuroscope | France                            | 1376 pts                          |
| 6e                                | Liv Racing                         | Pays-Bas                          | 1308 pts                          |
| 7e                                | Team BikeExchange                  | Australie                         | 1284 pts                          |
| 8e                                | Canyon-SRAM Racing                 | Allemagne                         | 1040 pts                          |
| 9e                                | Ceratizit-WNT Pro Cycling          | Allemagne                         | 1004 pts                          |
| 10e                               | Alé BTC Ljubljana                  | Italie                            | 944 pts                           |

## Liste des participants
| Légende | Légende                                                                    | Légende | Légende                                                    |
| ------- | -------------------------------------------------------------------------- | ------- | ---------------------------------------------------------- |
| Num     | Dossard de départ porté par le coureur sur cette Flèche wallonne féminine  | Pos     | Position à l'arrivée de la course                          |
|         | Indique un maillot de champion national ou mondial, suivi de sa spécialité | NP      | Indique un coureur qui n'a pas pris le départ de la course |
| AB      | Indique un coureur qui n'a pas terminé la course                           | HD      | Indique un coureur qui a terminé la course hors des délais |

| SD Worx SDW | SD Worx SDW                        | SD Worx SDW |
| ----------- | ---------------------------------- | ----------- |
| Num         | Coureuse                           | Pos         |
| 1           | Anna van der Breggen (NED) (route) | 1re         |
| 2           | Karol-Ann Canuel (CAN)             | 41e         |
| 3           | Niamh Fisher-Black (NZL)           | 30e         |
| 4           | Ashleigh Moolman (RSA)             | 12e         |
| 5           | Anna Shackley (GBR)                | 35e         |
| 6           | Demi Vollering (NED)               | 10e         |

| FDJ-Nouvelle Aquitaine-Futuroscope FDJ | FDJ-Nouvelle Aquitaine-Futuroscope FDJ | FDJ-Nouvelle Aquitaine-Futuroscope FDJ |
| -------------------------------------- | -------------------------------------- | -------------------------------------- |
| Num                                    | Coureuse                               | Pos                                    |
| 11                                     | Cecilie Uttrup Ludwig (DEN)            | 8e                                     |
| 12                                     | Stine Borgli (NOR)                     | AB                                     |
| 13                                     | Marta Cavalli (ITA)                    | AB                                     |
| 14                                     | Brodie Chapman (AUS)                   | 22e                                    |
| 15                                     | Emilia Fahlin (SWE)                    | AB                                     |
| 16                                     | Évita Muzic (FRA)                      | 20e                                    |

| Trek-Segafredo TFS | Trek-Segafredo TFS                 | Trek-Segafredo TFS |
| ------------------ | ---------------------------------- | ------------------ |
| Num                | Coureuse                           | Pos                |
| 21                 | Elisa Longo Borghini (ITA) (route) | 3e                 |
| 22                 | Lucinda Brand (NED)                | 23e                |
| 23                 | Audrey Cordon-Ragot (FRA) (route)  | AB                 |
| 24                 | Lauretta Hanson (AUS)              | 79e                |
| 25                 | Tayler Wiles (USA)                 | 34e                |
| 26                 | Ruth Edwards (USA)                 | 7e                 |

| Canyon-SRAM Racing CSR | Canyon-SRAM Racing CSR      | Canyon-SRAM Racing CSR |
| ---------------------- | --------------------------- | ---------------------- |
| Num                    | Coureuse                    | Pos                    |
| 31                     | Katarzyna Niewiadoma (POL)  | 2e                     |
| 32                     | Alena Amialiusik (BLR)      | 39e                    |
| 33                     | Hannah Barnes (GBR)         | 78e                    |
| 34                     | Elise Chabbey (SUI) (route) | 24e                    |
| 35                     | Mikayla Harvey (NZL)        | 25e                    |
| 36                     | Omer Shapira (ISR) (route)  | 50e                    |

| Team DSM DSM | Team DSM DSM           | Team DSM DSM |
| ------------ | ---------------------- | ------------ |
| Num          | Coureuse               | Pos          |
| 41           | Liane Lippert (GER)    | 76e          |
| 42           | Juliette Labous (FRA)  | 6e           |
| 43           | Floortje Mackaij (NED) | AB           |
| 44           | Esmée Peperkamp (NED)  | AB           |
| 45           | Coryn Rivera (USA)     | 40e          |
| 46           | Julia Soek (NED)       | AB           |

| Jumbo-Visma Women Team TJV | Jumbo-Visma Women Team TJV | Jumbo-Visma Women Team TJV |
| -------------------------- | -------------------------- | -------------------------- |
| Num                        | Coureuse                   | Pos                        |
| 51                         | Marianne Vos (NED)         | 11e                        |
| 52                         | Teuntje Beekhuis (NED)     | 60e                        |
| 53                         | Anna Henderson (GBR)       | 58e                        |
| 54                         | Romy Kasper (GER)          | 74e                        |
| 55                         | Anouska Koster (NED)       | 33e                        |
| 56                         | Julie Van de Velde (BEL)   | 32e                        |

| Movistar Team MOV | Movistar Team MOV                  | Movistar Team MOV |
| ----------------- | ---------------------------------- | ----------------- |
| Num               | Coureuse                           | Pos               |
| 61                | Annemiek van Vleuten (NED) (route) | 4e                |
| 62                | Katrine Aalerud (NOR)              | 15e               |
| 63                | Aude Biannic (FRA)                 | AB                |
| 64                | Sara Martín (ESP)                  | 62e               |
| 65                | Paula Patiño (COL)                 | 52e               |
| 66                | Leah Thomas (USA)                  | 16e               |

| Team BikeExchange BEX | Team BikeExchange BEX          | Team BikeExchange BEX |
| --------------------- | ------------------------------ | --------------------- |
| Num                   | Coureuse                       | Pos                   |
| 71                    | Amanda Spratt (AUS)            | 9e                    |
| 72                    | Janneke Ensing (NED)           | 31e                   |
| 73                    | Lucy Kennedy (AUS)             | 19e                   |
| 74                    | Ane Santesteban (ESP)          | 27e                   |
| 75                    | Moniek Tenniglo (NED)          | AB                    |
| 76                    | Georgia Williams (NZL) (route) | 72e                   |

| Tibco-Silicon Valley Bank TIB | Tibco-Silicon Valley Bank TIB | Tibco-Silicon Valley Bank TIB |
| ----------------------------- | ----------------------------- | ----------------------------- |
| Num                           | Coureuse                      | Pos                           |
| 81                            | Lauren Stephens (USA)         | 47e                           |
| 82                            | Kristen Faulkner (USA)        | 17e                           |
| 83                            | Sarah Gigante (AUS)           | AB                            |
| 84                            | Nina Kessler (NED)            | AB                            |
| 85                            | Emily Newsom (USA)            | 64e                           |
| 86                            | Eri Yonamine (JPN)            | 56e                           |

| Alé BTC Ljubljana ALE | Alé BTC Ljubljana ALE     | Alé BTC Ljubljana ALE |
| --------------------- | ------------------------- | --------------------- |
| Num                   | Coureuse                  | Pos                   |
| 91                    | Mavi García (ESP) (route) | 5e                    |
| 92                    | Marta Bastianelli (ITA)   | AB                    |
| 93                    | Anastasia Chursina (RUS)  | 59e                   |
| 94                    | Tatiana Guderzo (ITA)     | 71e                   |
| 95                    | Marlen Reusser (SUI)      | 46e                   |
| 96                    | Sophie Wright (GBR)       | AB                    |

| Liv Racing LIV | Liv Racing LIV          | Liv Racing LIV |
| -------------- | ----------------------- | -------------- |
| Num            | Coureuse                | Pos            |
| 101            | Soraya Paladin (ITA)    | 26e            |
| 102            | Valerie Demey (BEL)     | 54e            |
| 103            | Alison Jackson (CAN)    | 48e            |
| 104            | Marta Jaskulska (POL)   | 82e            |
| 105            | Jeanne Korevaar (NED)   | 75e            |
| 106            | Sabrina Stultiens (NED) | 18e            |

| Ceratizit-WNT Pro Cycling WNT | Ceratizit-WNT Pro Cycling WNT | Ceratizit-WNT Pro Cycling WNT |
| ----------------------------- | ----------------------------- | ----------------------------- |
| Num                           | Coureuse                      | Pos                           |
| 111                           | Erica Magnaldi (ITA)          | 13e                           |
| 112                           | Laura Asencio (FRA)           | AB                            |
| 113                           | Kathrin Hammes (GER)          | 49e                           |
| 114                           | Marta Lach (POL) (route)      | 81e                           |
| 115                           | Sarah Rijkes (AUT)            | AB                            |
| 116                           | Lara Vieceli (ITA)            | 63e                           |

| Lotto Soudal Ladies LSL | Lotto Soudal Ladies LSL  | Lotto Soudal Ladies LSL |
| ----------------------- | ------------------------ | ----------------------- |
| Num                     | Coureuse                 | Pos                     |
| 121                     | Hanna Nilsson (SWE)      | 28e                     |
| 122                     | Alana Castrique (BEL)    | AB                      |
| 123                     | Lone Meertens (BEL)      | 68e                     |
| 124                     | Anna Plichta (POL)       | AB                      |
| 125                     | Elise vander Sande (BEL) | AB                      |

| Valcar-Travel & Service VAL | Valcar-Travel & Service VAL | Valcar-Travel & Service VAL |
| --------------------------- | --------------------------- | --------------------------- |
| Num                         | Coureuse                    | Pos                         |
| 131                         | Alice Maria Arzuffi (ITA)   | 73e                         |
| 132                         | Eleonora Gasparrini (ITA)   | AB                          |
| 133                         | Silvia Magri (ITA)          | AB                          |
| 134                         | Barbara Malcotti (ITA)      | 37e                         |
| 135                         | Federica Piergiovanni (ITA) | 53e                         |
| 136                         | Silvia Pollicini (ITA)      | AB                          |

| Parkhotel Valkenburg PHV | Parkhotel Valkenburg PHV | Parkhotel Valkenburg PHV |
| ------------------------ | ------------------------ | ------------------------ |
| Num                      | Coureuse                 | Pos                      |
| 141                      | Julia van Bokhoven (NED) | 57e                      |
| 142                      | Nina Buysman (NED)       | 70e                      |
| 143                      | Femke Gerritse (NED)     | AB                       |
| 144                      | Lieke Nooijen (NED)      | AB                       |
| 145                      | Marit Raaijmakers (NED)  | 45e                      |
| 146                      | Sofie van Rooijen (NED)  | AB                       |

| A.R. Monex Women's ASA | A.R. Monex Women's ASA        | A.R. Monex Women's ASA |
| ---------------------- | ----------------------------- | ---------------------- |
| Num                    | Coureuse                      | Pos                    |
| 151                    | Maria Novolodskaya (RUS)      | 21e                    |
| 152                    | Eider Merino (ESP)            | 38e                    |
| 153                    | Mariia Miliaeva (RUS)         | AB                     |
| 154                    | Katia Ragusa (ITA)            | AB                     |
| 155                    | Arlenis Sierra (CUB)          | 42e                    |
| 156                    | Maria Vittoria Sperotto (ITA) | AB                     |

| Drops-Le Col DRP | Drops-Le Col DRP         | Drops-Le Col DRP |
| ---------------- | ------------------------ | ---------------- |
| Num              | Coureuse                 | Pos              |
| 161              | Joscelin Lowden (GBR)    | 44e              |
| 162              | Anna Christian (GBR)     | 69e              |
| 163              | Danielle Christmas (GBR) | AB               |
| 164              | Sara Penton (SWE)        | AB               |
| 165              | Alice Towers (GBR)       | AB               |
| 166              | Maike van der Duin (NED) | AB               |

| Arkéa Pro Cycling Team ARK | Arkéa Pro Cycling Team ARK | Arkéa Pro Cycling Team ARK |
| -------------------------- | -------------------------- | -------------------------- |
| Num                        | Coureuse                   | Pos                        |
| 171                        | Gladys Verhulst (FRA)      | AB                         |
| 172                        | Léa Curinier (FRA)         | 55e                        |
| 173                        | Lucie Jounier (FRA)        | 51e                        |
| 174                        | Typhaine Laurance (FRA)    | AB                         |
| 175                        | Sandra Levenez (FRA)       | 29e                        |
| 176                        | Greta Richioud (FRA)       | AB                         |

| Cogeas-Mettler-Look Pro Cycling Team CGS | Cogeas-Mettler-Look Pro Cycling Team CGS | Cogeas-Mettler-Look Pro Cycling Team CGS |
| ---------------------------------------- | ---------------------------------------- | ---------------------------------------- |
| Num                                      | Coureuse                                 | Pos                                      |
| 181                                      | Olga Zabelinskaïa (UZB)                  | 67e                                      |
| 182                                      | Hannah Buch (GER)                        | AB                                       |
| 183                                      | Iuliia Galimullina (RUS)                 | AB                                       |
| 184                                      | Aigul Gareeva (RUS)                      | 80e                                      |
| 185                                      | Thalea Mäder (GER)                       | AB                                       |
| 186                                      | Petra Stiasny (SUI)                      | AB                                       |

| Bingoal-Chevalmeire CCT | Bingoal-Chevalmeire CCT   | Bingoal-Chevalmeire CCT |
| ----------------------- | ------------------------- | ----------------------- |
| Num                     | Coureuse                  | Pos                     |
| 191                     | Thalita de Jong (NED)     | 43e                     |
| 192                     | Justine Ghekiere (BEL)    | AB                      |
| 193                     | Claudia Jongerius (NED)   | AB                      |
| 194                     | Kelly Van den Steen (BEL) | AB                      |

| Doltcini-Van Eyck-Proximus DVE | Doltcini-Van Eyck-Proximus DVE | Doltcini-Van Eyck-Proximus DVE |
| ------------------------------ | ------------------------------ | ------------------------------ |
| Num                            | Coureuse                       | Pos                            |
| 201                            | Minke Bakker (NED)             | AB                             |
| 202                            | Amber Aernouts (NED)           | AB                             |
| 203                            | Olha Kulynych (UKR)            | 61e                            |
| 204                            | Barbara Sniezynska (POL)       | AB                             |
| 205                            | Fien Van Eynde (BEL)           | AB                             |

| Rally Cycling RLW | Rally Cycling RLW             | Rally Cycling RLW |
| ----------------- | ----------------------------- | ----------------- |
| Num               | Coureuse                      | Pos               |
| 211               | Clara Koppenburg (GER)        | 36e               |
| 212               | Katie Clouse (USA)            | AB                |
| 213               | Kristabel Doebel-Hickok (USA) | 14e               |
| 214               | Heidi Franz (USA)             | AB                |
| 215               | Leigh Ann Ganzar (USA)        | AB                |
| 216               | Sara Poidevin (CAN)           | 83e               |

| Bepink BPK | Bepink BPK              | Bepink BPK |
| ---------- | ----------------------- | ---------- |
| Num        | Coureuse                | Pos        |
| 221        | Camilla Alessio (ITA)   | AB         |
| 222        | Vania Canvelli (ITA)    | AB         |
| 223        | Michaela Drummond (NZL) | 66e        |
| 224        | Marketa Hajkova (CZE)   | AB         |
| 225        | Nadia Quagliotto (ITA)  | 77e        |
| 226        | Silvia Zanardi (ITA)    | AB         |

| Andy Schleck-CP NVST-Immo Losch ASC | Andy Schleck-CP NVST-Immo Losch ASC | Andy Schleck-CP NVST-Immo Losch ASC |
| ----------------------------------- | ----------------------------------- | ----------------------------------- |
| Num                                 | Coureuse                            | Pos                                 |
| 231                                 | Mae Lang (EST)                      | AB                                  |
| 232                                 | Georgia Danford (AUS)               | AB                                  |
| 233                                 | Claire Faber (LUX)                  | AB                                  |
| 234                                 | Rylee McMullen (NZL)                | AB                                  |
| 235                                 | Carolin Schiff (GER)                | 65e                                 |
| 236                                 | Sandra Weiss (SUI)                  | AB                                  |

| SD Worx SDW | SD Worx SDW                        | SD Worx SDW |
| ----------- | ---------------------------------- | ----------- |
| Num         | Coureuse                           | Pos         |
| 1           | Anna van der Breggen (NED) (route) | 1re         |
| 2           | Karol-Ann Canuel (CAN)             | 41e         |
| 3           | Niamh Fisher-Black (NZL)           | 30e         |
| 4           | Ashleigh Moolman (RSA)             | 12e         |
| 5           | Anna Shackley (GBR)                | 35e         |
| 6           | Demi Vollering (NED)               | 10e         |

| FDJ-Nouvelle Aquitaine-Futuroscope FDJ | FDJ-Nouvelle Aquitaine-Futuroscope FDJ | FDJ-Nouvelle Aquitaine-Futuroscope FDJ |
| -------------------------------------- | -------------------------------------- | -------------------------------------- |
| Num                                    | Coureuse                               | Pos                                    |
| 11                                     | Cecilie Uttrup Ludwig (DEN)            | 8e                                     |
| 12                                     | Stine Borgli (NOR)                     | AB                                     |
| 13                                     | Marta Cavalli (ITA)                    | AB                                     |
| 14                                     | Brodie Chapman (AUS)                   | 22e                                    |
| 15                                     | Emilia Fahlin (SWE)                    | AB                                     |
| 16                                     | Évita Muzic (FRA)                      | 20e                                    |

| Trek-Segafredo TFS | Trek-Segafredo TFS                 | Trek-Segafredo TFS |
| ------------------ | ---------------------------------- | ------------------ |
| Num                | Coureuse                           | Pos                |
| 21                 | Elisa Longo Borghini (ITA) (route) | 3e                 |
| 22                 | Lucinda Brand (NED)                | 23e                |
| 23                 | Audrey Cordon-Ragot (FRA) (route)  | AB                 |
| 24                 | Lauretta Hanson (AUS)              | 79e                |
| 25                 | Tayler Wiles (USA)                 | 34e                |
| 26                 | Ruth Edwards (USA)                 | 7e                 |

| Canyon-SRAM Racing CSR | Canyon-SRAM Racing CSR      | Canyon-SRAM Racing CSR |
| ---------------------- | --------------------------- | ---------------------- |
| Num                    | Coureuse                    | Pos                    |
| 31                     | Katarzyna Niewiadoma (POL)  | 2e                     |
| 32                     | Alena Amialiusik (BLR)      | 39e                    |
| 33                     | Hannah Barnes (GBR)         | 78e                    |
| 34                     | Elise Chabbey (SUI) (route) | 24e                    |
| 35                     | Mikayla Harvey (NZL)        | 25e                    |
| 36                     | Omer Shapira (ISR) (route)  | 50e                    |

| Team DSM DSM | Team DSM DSM           | Team DSM DSM |
| ------------ | ---------------------- | ------------ |
| Num          | Coureuse               | Pos          |
| 41           | Liane Lippert (GER)    | 76e          |
| 42           | Juliette Labous (FRA)  | 6e           |
| 43           | Floortje Mackaij (NED) | AB           |
| 44           | Esmée Peperkamp (NED)  | AB           |
| 45           | Coryn Rivera (USA)     | 40e          |
| 46           | Julia Soek (NED)       | AB           |

| Jumbo-Visma Women Team TJV | Jumbo-Visma Women Team TJV | Jumbo-Visma Women Team TJV |
| -------------------------- | -------------------------- | -------------------------- |
| Num                        | Coureuse                   | Pos                        |
| 51                         | Marianne Vos (NED)         | 11e                        |
| 52                         | Teuntje Beekhuis (NED)     | 60e                        |
| 53                         | Anna Henderson (GBR)       | 58e                        |
| 54                         | Romy Kasper (GER)          | 74e                        |
| 55                         | Anouska Koster (NED)       | 33e                        |
| 56                         | Julie Van de Velde (BEL)   | 32e                        |

| Movistar Team MOV | Movistar Team MOV                  | Movistar Team MOV |
| ----------------- | ---------------------------------- | ----------------- |
| Num               | Coureuse                           | Pos               |
| 61                | Annemiek van Vleuten (NED) (route) | 4e                |
| 62                | Katrine Aalerud (NOR)              | 15e               |
| 63                | Aude Biannic (FRA)                 | AB                |
| 64                | Sara Martín (ESP)                  | 62e               |
| 65                | Paula Patiño (COL)                 | 52e               |
| 66                | Leah Thomas (USA)                  | 16e               |

| Team BikeExchange BEX | Team BikeExchange BEX          | Team BikeExchange BEX |
| --------------------- | ------------------------------ | --------------------- |
| Num                   | Coureuse                       | Pos                   |
| 71                    | Amanda Spratt (AUS)            | 9e                    |
| 72                    | Janneke Ensing (NED)           | 31e                   |
| 73                    | Lucy Kennedy (AUS)             | 19e                   |
| 74                    | Ane Santesteban (ESP)          | 27e                   |
| 75                    | Moniek Tenniglo (NED)          | AB                    |
| 76                    | Georgia Williams (NZL) (route) | 72e                   |

| Tibco-Silicon Valley Bank TIB | Tibco-Silicon Valley Bank TIB | Tibco-Silicon Valley Bank TIB |
| ----------------------------- | ----------------------------- | ----------------------------- |
| Num                           | Coureuse                      | Pos                           |
| 81                            | Lauren Stephens (USA)         | 47e                           |
| 82                            | Kristen Faulkner (USA)        | 17e                           |
| 83                            | Sarah Gigante (AUS)           | AB                            |
| 84                            | Nina Kessler (NED)            | AB                            |
| 85                            | Emily Newsom (USA)            | 64e                           |
| 86                            | Eri Yonamine (JPN)            | 56e                           |

| Alé BTC Ljubljana ALE | Alé BTC Ljubljana ALE     | Alé BTC Ljubljana ALE |
| --------------------- | ------------------------- | --------------------- |
| Num                   | Coureuse                  | Pos                   |
| 91                    | Mavi García (ESP) (route) | 5e                    |
| 92                    | Marta Bastianelli (ITA)   | AB                    |
| 93                    | Anastasia Chursina (RUS)  | 59e                   |
| 94                    | Tatiana Guderzo (ITA)     | 71e                   |
| 95                    | Marlen Reusser (SUI)      | 46e                   |
| 96                    | Sophie Wright (GBR)       | AB                    |

| Liv Racing LIV | Liv Racing LIV          | Liv Racing LIV |
| -------------- | ----------------------- | -------------- |
| Num            | Coureuse                | Pos            |
| 101            | Soraya Paladin (ITA)    | 26e            |
| 102            | Valerie Demey (BEL)     | 54e            |
| 103            | Alison Jackson (CAN)    | 48e            |
| 104            | Marta Jaskulska (POL)   | 82e            |
| 105            | Jeanne Korevaar (NED)   | 75e            |
| 106            | Sabrina Stultiens (NED) | 18e            |

| Ceratizit-WNT Pro Cycling WNT | Ceratizit-WNT Pro Cycling WNT | Ceratizit-WNT Pro Cycling WNT |
| ----------------------------- | ----------------------------- | ----------------------------- |
| Num                           | Coureuse                      | Pos                           |
| 111                           | Erica Magnaldi (ITA)          | 13e                           |
| 112                           | Laura Asencio (FRA)           | AB                            |
| 113                           | Kathrin Hammes (GER)          | 49e                           |
| 114                           | Marta Lach (POL) (route)      | 81e                           |
| 115                           | Sarah Rijkes (AUT)            | AB                            |
| 116                           | Lara Vieceli (ITA)            | 63e                           |

| Lotto Soudal Ladies LSL | Lotto Soudal Ladies LSL  | Lotto Soudal Ladies LSL |
| ----------------------- | ------------------------ | ----------------------- |
| Num                     | Coureuse                 | Pos                     |
| 121                     | Hanna Nilsson (SWE)      | 28e                     |
| 122                     | Alana Castrique (BEL)    | AB                      |
| 123                     | Lone Meertens (BEL)      | 68e                     |
| 124                     | Anna Plichta (POL)       | AB                      |
| 125                     | Elise vander Sande (BEL) | AB                      |

| Valcar-Travel & Service VAL | Valcar-Travel & Service VAL | Valcar-Travel & Service VAL |
| --------------------------- | --------------------------- | --------------------------- |
| Num                         | Coureuse                    | Pos                         |
| 131                         | Alice Maria Arzuffi (ITA)   | 73e                         |
| 132                         | Eleonora Gasparrini (ITA)   | AB                          |
| 133                         | Silvia Magri (ITA)          | AB                          |
| 134                         | Barbara Malcotti (ITA)      | 37e                         |
| 135                         | Federica Piergiovanni (ITA) | 53e                         |
| 136                         | Silvia Pollicini (ITA)      | AB                          |

| Parkhotel Valkenburg PHV | Parkhotel Valkenburg PHV | Parkhotel Valkenburg PHV |
| ------------------------ | ------------------------ | ------------------------ |
| Num                      | Coureuse                 | Pos                      |
| 141                      | Julia van Bokhoven (NED) | 57e                      |
| 142                      | Nina Buysman (NED)       | 70e                      |
| 143                      | Femke Gerritse (NED)     | AB                       |
| 144                      | Lieke Nooijen (NED)      | AB                       |
| 145                      | Marit Raaijmakers (NED)  | 45e                      |
| 146                      | Sofie van Rooijen (NED)  | AB                       |

| A.R. Monex Women's ASA | A.R. Monex Women's ASA        | A.R. Monex Women's ASA |
| ---------------------- | ----------------------------- | ---------------------- |
| Num                    | Coureuse                      | Pos                    |
| 151                    | Maria Novolodskaya (RUS)      | 21e                    |
| 152                    | Eider Merino (ESP)            | 38e                    |
| 153                    | Mariia Miliaeva (RUS)         | AB                     |
| 154                    | Katia Ragusa (ITA)            | AB                     |
| 155                    | Arlenis Sierra (CUB)          | 42e                    |
| 156                    | Maria Vittoria Sperotto (ITA) | AB                     |

| Drops-Le Col DRP | Drops-Le Col DRP         | Drops-Le Col DRP |
| ---------------- | ------------------------ | ---------------- |
| Num              | Coureuse                 | Pos              |
| 161              | Joscelin Lowden (GBR)    | 44e              |
| 162              | Anna Christian (GBR)     | 69e              |
| 163              | Danielle Christmas (GBR) | AB               |
| 164              | Sara Penton (SWE)        | AB               |
| 165              | Alice Towers (GBR)       | AB               |
| 166              | Maike van der Duin (NED) | AB               |

| Arkéa Pro Cycling Team ARK | Arkéa Pro Cycling Team ARK | Arkéa Pro Cycling Team ARK |
| -------------------------- | -------------------------- | -------------------------- |
| Num                        | Coureuse                   | Pos                        |
| 171                        | Gladys Verhulst (FRA)      | AB                         |
| 172                        | Léa Curinier (FRA)         | 55e                        |
| 173                        | Lucie Jounier (FRA)        | 51e                        |
| 174                        | Typhaine Laurance (FRA)    | AB                         |
| 175                        | Sandra Levenez (FRA)       | 29e                        |
| 176                        | Greta Richioud (FRA)       | AB                         |

| Cogeas-Mettler-Look Pro Cycling Team CGS | Cogeas-Mettler-Look Pro Cycling Team CGS | Cogeas-Mettler-Look Pro Cycling Team CGS |
| ---------------------------------------- | ---------------------------------------- | ---------------------------------------- |
| Num                                      | Coureuse                                 | Pos                                      |
| 181                                      | Olga Zabelinskaïa (UZB)                  | 67e                                      |
| 182                                      | Hannah Buch (GER)                        | AB                                       |
| 183                                      | Iuliia Galimullina (RUS)                 | AB                                       |
| 184                                      | Aigul Gareeva (RUS)                      | 80e                                      |
| 185                                      | Thalea Mäder (GER)                       | AB                                       |
| 186                                      | Petra Stiasny (SUI)                      | AB                                       |

| Bingoal-Chevalmeire CCT | Bingoal-Chevalmeire CCT   | Bingoal-Chevalmeire CCT |
| ----------------------- | ------------------------- | ----------------------- |
| Num                     | Coureuse                  | Pos                     |
| 191                     | Thalita de Jong (NED)     | 43e                     |
| 192                     | Justine Ghekiere (BEL)    | AB                      |
| 193                     | Claudia Jongerius (NED)   | AB                      |
| 194                     | Kelly Van den Steen (BEL) | AB                      |

| Doltcini-Van Eyck-Proximus DVE | Doltcini-Van Eyck-Proximus DVE | Doltcini-Van Eyck-Proximus DVE |
| ------------------------------ | ------------------------------ | ------------------------------ |
| Num                            | Coureuse                       | Pos                            |
| 201                            | Minke Bakker (NED)             | AB                             |
| 202                            | Amber Aernouts (NED)           | AB                             |
| 203                            | Olha Kulynych (UKR)            | 61e                            |
| 204                            | Barbara Sniezynska (POL)       | AB                             |
| 205                            | Fien Van Eynde (BEL)           | AB                             |

| Rally Cycling RLW | Rally Cycling RLW             | Rally Cycling RLW |
| ----------------- | ----------------------------- | ----------------- |
| Num               | Coureuse                      | Pos               |
| 211               | Clara Koppenburg (GER)        | 36e               |
| 212               | Katie Clouse (USA)            | AB                |
| 213               | Kristabel Doebel-Hickok (USA) | 14e               |
| 214               | Heidi Franz (USA)             | AB                |
| 215               | Leigh Ann Ganzar (USA)        | AB                |
| 216               | Sara Poidevin (CAN)           | 83e               |

| Bepink BPK | Bepink BPK              | Bepink BPK |
| ---------- | ----------------------- | ---------- |
| Num        | Coureuse                | Pos        |
| 221        | Camilla Alessio (ITA)   | AB         |
| 222        | Vania Canvelli (ITA)    | AB         |
| 223        | Michaela Drummond (NZL) | 66e        |
| 224        | Marketa Hajkova (CZE)   | AB         |
| 225        | Nadia Quagliotto (ITA)  | 77e        |
| 226        | Silvia Zanardi (ITA)    | AB         |

| Andy Schleck-CP NVST-Immo Losch ASC | Andy Schleck-CP NVST-Immo Losch ASC | Andy Schleck-CP NVST-Immo Losch ASC |
| ----------------------------------- | ----------------------------------- | ----------------------------------- |
| Num                                 | Coureuse                            | Pos                                 |
| 231                                 | Mae Lang (EST)                      | AB                                  |
| 232                                 | Georgia Danford (AUS)               | AB                                  |
| 233                                 | Claire Faber (LUX)                  | AB                                  |
| 234                                 | Rylee McMullen (NZL)                | AB                                  |
| 235                                 | Carolin Schiff (GER)                | 65e                                 |
| 236                                 | Sandra Weiss (SUI)                  | AB                                  |

## Règlement

### Prix
Les prix suivants sont accordés :
| Position | 1er     | 2e      | 3e    | 4e    | 5e    | 6e    | 7e    | 8e    | 9e    | 10e   |
| Prix     | 1 535 € | 1 135 € | 760 € | 460 € | 385 € | 335 € | 305 € | 265 € | 225 € | 200 € |

En sus, les coureuses placées de la 11e à la 15e place gagnent 160 €, celles placées de la 16e à la 20e place 120 €.
En addition, chaque prix des monts rapporte 250 € à la première coureuse au sommet.